# Авенир
Авени́р (Абине́р, Авне́р, Авине́р, Абне́р бен Нир, ивр. אַבְנֵר‎, дословно «отец — свеча»; греч. Ἀβεννήρ; лат. Abner) — библейский персонаж, двоюродный брат библейского царя Саула и его военачальник (1Цар. 14:50-51).

## Библейская история
Впервые упоминается в сцене, когда Давид возвращается после победы над Голиафом (1Цар. 17:57). Именно Авенир взял его и привёл к Саулу.
Уже после бегства Давида от гнева царя и погони за ним в пустыне из-за недостатка бдительности Авенира в пустыне Зиф Давид получил возможность убить Саула, но не воспользовался ею (1Цар. 26).
После гибели Саула при Гилвее вместе с тремя старшими сыновьями, Авенир, как полководец, поддерживаемый воинами, взял его четвёртого сына Иевосфея и поставил царём и наследником (над 11 коленами Израилевыми; 12-е, Иудино, возглавлял помазанник Давид). Оба царя, Давид и Иевосфей, стали враждовать. Войско Давида (под начальством Иоава) и войско израильское (под начальством Авенира) встали друг напротив друга на обеих сторонах Гаваонского пруда. Битву начали по 12 юношей; затем последовало общее сражение, кончившееся полным поражением Авенира.
Он бежал с поля боя, и за ним погнался Асаил, брат Иоава (2Цар. 2:18). Ещё в пылу преследования Авенир советовал ему отстать и угрожал в противном случае смертью. Когда Асаил не послушался, Авенир обернулся с копьём в руках и поразил его в живот. Асаил умер на месте (2Цар. 2:23). Иоав и Авесса также преследовали Авенира, но по его просьбе прекратили преследование, и сражение прекратилось.
Потом Авенир поссорился с царём Иевосфеем (из-за наложницы покойного Саула Рицпы, которую тот не хотел ему отдавать, так как брак с женщиной царя подкрепил бы права Авенира). Рассерженный Авенир перешёл на сторону Давида (2Цар. 2:12, 3:12). Давид согласился на свидание с ним, и по его просьбе Авенир привёл ему первую жену Мелхолу, отнятую у него её отцом, Саулом у Давида после его бегства, и отданную другому мужчине. Авенир ушёл с миром.

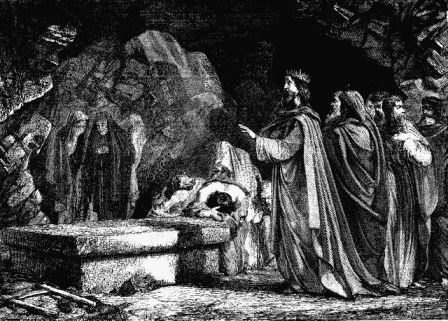
Плач Давида над гробницей Авенира

Но вскоре после этого вернулся Иоав. Когда ему рассказали о случившемся, он, без ведома Давида, приказал вернуть Авенира и изменнически умертвил его внутри ворот города Хеврона, в качестве мести за смерть брата своего Асаила.
Авенира с почестями погребли в Хевроне. Давид громко плакал над гробом Авенира; плакал и весь народ. «И сказал царь слугам своим: знаете ли, что вождь и великий муж пал в этот день во Израиле? Я теперь ещё слаб, хотя и помазан на царство; а эти люди, сыновья Саруи, сильнее меня; пусть же воздаст Господь делающему злое по злобе его» (2Цар. 3:28—39). За смертью Авенира вскоре последовало убийство Иевосфея и падение его царства, поскольку другие полководцы слабого царя последовали примеру Авенира и перешли на сторону Давида.
Иаасил, сын Авенира, при Давиде был главным начальником колена Вениаминова (1Пар. 27:21).

## Предания
Поздние предания и мидраши называют Авенира сыном Аэндорской волшебницы. Таким образом, легенды приписывают Саулу и Аэндорской волшебнице родственные отношения. По этим преданиям Авенир, вместе с другим военачальником — Амасаем, сопровождал Саула ночью к своей матери для получения предсказания.